# من به مردی در وگاس شلیک کردم
من به مردی در وگاس شلیک کردم (انگلیسی: I Shot a Man in Vegas) نام یک فیلم سینمایی آمریکایی در ژانر اکشن محصول سال ۱۹۹۵ میلادی به کارگردانی کئونی واکسمن است و بازیگران اصلی فیلم جان استاکول و جنین گرافلو هستند. داستان این فیلم تریلر تعلیق در باره پنج دوست است که پس از اینکه یکی از آنها را به ضرب گلوله دیگری کشته می‌شود و جسد را به داخل صندوق عقب ماشین‌نشان می‌اندازند و …